# Gynoeryx
Gynoeryx é um gênero de mariposa pertencente à família Bombycidae.